# 129330 Karlharshman
129330 Karlharshman è un asteroide della fascia principale. Scoperto nel 2005, presenta un'orbita caratterizzata da un semiasse maggiore pari a 3,0391210 UA e da un'eccentricità di 0,0924849, inclinata di 2,78148° rispetto all'eclittica.